# Ilex shimeica
Ilex shimeica är en järneksväxtart som beskrevs av Tam. Ilex shimeica ingår i släktet järnekar, och familjen järneksväxter. Inga underarter finns listade i Catalogue of Life.